# Copa Mundial Junior de Hockey Femenino de 2005
La Copa Mundial Junior de Hockey Femenino de 2005 fue la quinta edición de la Copa Mundial Junior de Hockey Femenino organizada por la FIH. Se realizó del 14 al 25 de septiembre de 2005 en Santiago, Chile.
Corea del Sur ganó el torneo por segunda vez seguida tras vencer en la final a Alemania 1-0.

## Primera fase

### Grupo A
| Equipo         | J | G | E | P | GF | GC | Pts |
| -------------- | - | - | - | - | -- | -- | --- |
| Estados Unidos | 3 | 2 | 1 | 0 | 20 | 4  | 7   |
| Países Bajos   | 3 | 2 | 1 | 0 | 16 | 2  | 7   |
| Inglaterra     | 3 | 1 | 0 | 2 | 15 | 5  | 3   |
| Zimbabue       | 3 | 0 | 0 | 3 | 0  | 40 | 0   |

| 14 de septiembre de 2005 | Estados Unidos                                   | 4:2     | Inglaterra                 |                                         |                                         |
|                          | Crandall 23' · Dawson 33', 69' · K. O'Donell 53' | Reporte | Cunningham 15' · Brown 63' | Árbitra: Jean Duncan Cecilia Valenzuela | Árbitra: Jean Duncan Cecilia Valenzuela |

| 14 de septiembre de 2005 | Zimbabue | 0:13    | Países Bajos |                                          |                                          |
|                          |          | Reporte | Vorstenbosch 6', 12' · Paumen 7', 29', 31', 62', 69' · Padalino 11', 46' · Plijter 21' · De Hass 39', 43' · Sijtsma 61' | Árbitra: Renate Peters Corinne Cornelius | Árbitra: Renate Peters Corinne Cornelius |

| 15 de septiembre de 2005 | Países Bajos   | 2:2     | Estados Unidos              |                                             |                                             |
|                          | Paumen 3', 59' | Reporte | Crandall 46' · Lopresti 66' | Árbitra: Soledad Iparraguirre Alicia Takeda | Árbitra: Soledad Iparraguirre Alicia Takeda |

| 15 de septiembre de 2005 | Inglaterra | 13:0    | Zimbabue |                                           |                                           |
|                          | Brown 2', 6', 59' · Macleod 10' · Danson 20', 33', 54' · Hope 29', 65', 69' · Hartley 57' · Cullen 60' · Rogers 62' | Reporte |          | Árbitra: Lisa Roach Carolina de la Fuente | Árbitra: Lisa Roach Carolina de la Fuente |

| 17 de septiembre de 2005 | Zimbabue | 0:14    | Estados Unidos |                                           |                                           |
|                          |          | Reporte | Grant 9' · Link 13', 40' · Lopresti 28' · Ehrlichman 32' · Kasold 35' · Beans 42' · Crandall 45', 54' · Montgomery 46' · Falgowski 49' · Evans 53', 61' · Dawson 62' | Árbitra: Corinne Cornelius Chieko Akiyama | Árbitra: Corinne Cornelius Chieko Akiyama |

| 17 de septiembre de 2005 | Inglaterra | 0:1     | Países Bajos |                                            |                                            |
|                          |            | Reporte | 6' Paumen    | Árbitra: Julie Ashton-Lucy Carol Metchette | Árbitra: Julie Ashton-Lucy Carol Metchette |

### Grupo B
| Equipo    | J | G | E | P | GF | GC | Pts |
| --------- | - | - | - | - | -- | -- | --- |
| Alemania  | 3 | 3 | 0 | 0 | 13 | 4  | 9   |
| Sudáfrica | 3 | 1 | 1 | 1 | 7  | 7  | 5   |
| India     | 3 | 1 | 1 | 1 | 6  | 6  | 5   |
| Canadá    | 3 | 0 | 0 | 3 | 2  | 11 | 0   |

| 14 de septiembre de 2005 | India     | 1:1     | Sudáfrica |                                          |                                          |
|                          | Anjum 32' | Reporte | Davids 5' | Árbitra: Julie Ashton-Lucy Tracy Wrigley | Árbitra: Julie Ashton-Lucy Tracy Wrigley |

| 14 de septiembre de 2005 | Canadá | 0:4     | Alemania                                   |                                   |                                   |
|                          |        | Reporte | Stöckel 9', 21' · Stern 18' · Hoffmann 43' | Árbitra: Jun Kentwell Alison Hill | Árbitra: Jun Kentwell Alison Hill |

| 15 de septiembre de 2005 | India                                   | 4:1     | Canadá   |                                  |                                  |
|                          | Handa 4' · S. Lakra 6' · Anjum 17', 26' | Reporte | Mann 69' | Árbitra: Hongjun Yao Jean Duncan | Árbitra: Hongjun Yao Jean Duncan |

| 15 de septiembre de 2005 | Alemania                                                     | 5:3     | Sudáfrica                             |                                             |                                             |
|                          | Karwatzky 10' · Hoffmann 16', 52' · Müller 32' · Stōckel 57' | Reporte | Robertson 9' · Brown 21' · George 67' | Árbitra: Cecilia Valenzuela Stella Bartlema | Árbitra: Cecilia Valenzuela Stella Bartlema |

| 17 de septiembre de 2005 | Alemania                                   | 4:1     | India              |                                          |                                          |
|                          | Eidmann 3' · Müller 13', 15' · Stöckel 61' | Reporte | Deepika Thakur 54' | Árbitra: Keely Dunn Soledad Iparraguirre | Árbitra: Keely Dunn Soledad Iparraguirre |

| 17 de septiembre de 2005 | Sudáfrica                    | 3:1     | Canadá  |                                            |                                            |
|                          | Brown 28' · Dorothy 48', 60' | Reporte | Lee 47' | Árbitra: Carolina de la Fuente Lee Keum Ju | Árbitra: Carolina de la Fuente Lee Keum Ju |

### Grupo C
| Equipo        | J | G | E | P | GF | GC | Pts |
| ------------- | - | - | - | - | -- | -- | --- |
| Argentina     | 3 | 3 | 0 | 0 | 8  | 1  | 9   |
| Corea del Sur | 3 | 2 | 0 | 1 | 9  | 2  | 6   |
| Escocia       | 3 | 1 | 0 | 2 | 2  | 8  | 3   |
| Bielorrusia   | 3 | 0 | 0 | 3 | 1  | 9  | 0   |

| 14 de septiembre de 2005 | Argentina                                          | 5:1     | Bielorrusia  |                                       |                                       |
|                          | D'Elía 9', 16', 45' · Barrionuevo 21' · García 52' | Reporte | 34' Piatrova | Árbitra: Chieko Akiyama Alicia Takeda | Árbitra: Chieko Akiyama Alicia Takeda |

| 14 de septiembre de 2005 | Corea del Sur                                                               | 6:1     | Escocia   |                                     |                                     |
|                          | Kim J. 5' · Han H-L 28' · Kim B-M 38' · Im 41' · Park M-H 56' · Kim Y-R 65' | Reporte | 70' Clark | Árbitra: Stella Bartlema Lisa Roach | Árbitra: Stella Bartlema Lisa Roach |

| 15 de septiembre de 2005 | Bielorrusia | 0:3     | Corea del Sur                   |                                         |                                         |
|                          |             | Reporte | Kim J-E 15' · Park Y-S 20', 41' | Árbitra: Jun Kentwell Julie Ashton-Lucy | Árbitra: Jun Kentwell Julie Ashton-Lucy |

| 15 de septiembre de 2005 | Escocia | 0:2     | Argentina                   |                                           |                                           |
|                          |         | Reporte | 25' Luchetti · 66' Rebecchi | Árbitra: Anupama Puchimanda Renate Peters | Árbitra: Anupama Puchimanda Renate Peters |

| 17 de septiembre de 2005 | Argentina  | 1:0     | Corea del Sur |                                 |                                 |
|                          | García 60' | Reporte |               | Árbitra: Jean Duncan Lisa Roach | Árbitra: Jean Duncan Lisa Roach |

| 17 de septiembre de 2005 | Bielorrusia | 0:1     | Escocia  |                                         |                                         |
|                          |             | Reporte | 25' Kidd | Árbitra: Alison Hill Cecilia Valenzuela | Árbitra: Alison Hill Cecilia Valenzuela |

### Grupo D
| Equipo    | J | G | E | P | GF | GC | Pts |
| --------- | - | - | - | - | -- | -- | --- |
| España    | 3 | 2 | 1 | 0 | 6  | 4  | 7   |
| Australia | 3 | 2 | 0 | 1 | 6  | 3  | 6   |
| Chile     | 3 | 1 | 1 | 1 | 6  | 5  | 4   |
| China     | 3 | 0 | 0 | 3 | 1  | 7  | 0   |

| 14 de septiembre de 2005 | Australia  | 1:2     | España            |                                                |                                                |
|                          | Korner 42' | Reporte | 13', 26' Romagosa | Árbitra: Carolina de la Fuente Carol Metchette | Árbitra: Carolina de la Fuente Carol Metchette |

| 14 de septiembre de 2005 | Chile                       | 3:0     | China |                                           |                                           |
|                          | Albertz 7', 10' · Caram 34' | Reporte |       | Árbitra: Soledad Iparraguirre Lee Keum Ju | Árbitra: Soledad Iparraguirre Lee Keum Ju |

| 15 de septiembre de 2005 | China | 0:2     | Australia              |                                     |                                     |
|                          |       | Reporte | Korner 8' · Harris 34' | Árbitra: Alison Hill Chieko Akiyama | Árbitra: Alison Hill Chieko Akiyama |

| 15 de septiembre de 2005 | España                   | 2:2     | Chile                    |                                       |                                       |
|                          | Romagosa 64' · Gómez 66' | Reporte | García 30' · Albertz 33' | Árbitra: Keely Dunn Corinne Cornelius | Árbitra: Keely Dunn Corinne Cornelius |

| 17 de septiembre de 2005 | China    | 1:2     | España                     |                                      |                                      |
|                          | Zhao 64' | Reporte | Romagosa 6' · Contardi 13' | Árbitra: Tracy Wrigley Alicia Takeda | Árbitra: Tracy Wrigley Alicia Takeda |

| 17 de septiembre de 2005 | Chile         | 1:3     | Australia                         |                                        |                                        |
|                          | Fernandez 42' | Reporte | Liddelow 16', 57' · Hollywood 46' | Árbitra: Renate Peters Stella Bartlema | Árbitra: Renate Peters Stella Bartlema |

## Segunda fase

### Grupo E
| Equipo         | J | G | E | P | GF | GC | Pts |
| -------------- | - | - | - | - | -- | -- | --- |
| Países Bajos   | 5 | 3 | 2 | 0 | 9  | 5  | 11  |
| Australia      | 5 | 3 | 0 | 2 | 11 | 7  | 9   |
| España         | 5 | 2 | 3 | 0 | 11 | 8  | 9   |
| Estados Unidos | 5 | 2 | 2 | 1 | 13 | 10 | 8   |
| Inglaterra     | 5 | 1 | 0 | 4 | 5  | 12 | 3   |
| Chile          | 5 | 0 | 1 | 4 | 5  | 12 | 1   |

| 18 de septiembre de 2005 | Estados Unidos                       | 3:1     | Chile          |                                 |                                 |
|                          | K. O'Donnell 42', 65' · Crandall 58' | Reporte | D. Infante 25' | Árbitra: Alison Hill Lisa Roach | Árbitra: Alison Hill Lisa Roach |

| 18 de septiembre de 2005 | Australia              | 2:3     | Países Bajos                                              |                                           |                                           |
|                          | Kelly 10' · McGurk 25' | Reporte | Dirkse van den Heuvel 34' · Paumen 48' · Vorstenbosch 70' | Árbitra: Soledad Iparraguirre Jean Duncan | Árbitra: Soledad Iparraguirre Jean Duncan |

| 18 de septiembre de 2005 | España               | 2:0     | Inglaterra |                                               |                                               |
|                          | Gómez 51' · Aoki 59' | Reporte |            | Árbitra: Carolina de la Fuente Chieko Akiyama | Árbitra: Carolina de la Fuente Chieko Akiyama |

| 20 de septiembre de 2005 | Australia | 1:0     | Estados Unidos |                                        |                                        |
|                          | Blyth 69' | Reporte |                | Árbitra: Lee Keum Ju Corinne Cornelius | Árbitra: Lee Keum Ju Corinne Cornelius |

| 20 de septiembre de 2005 | Países Bajos | 1:1     | España       |                                    |                                    |
|                          | Padalino 41' | Reporte | Romagosa 24' | Árbitra: Lisa Roach Chieko Akiyama | Árbitra: Lisa Roach Chieko Akiyama |

| 20 de septiembre de 2005 | Chile      | 1:2     | Inglaterra              |                                                  |                                                  |
|                          | García 13' | Reporte | Brown 16' · Herbert 55' | Árbitra: Carolina de la Fuente Julie Ashton-Lucy | Árbitra: Carolina de la Fuente Julie Ashton-Lucy |

| 21 de septiembre de 2005 | España                                        | 4:4     | Estados Unidos                               |                                            |                                            |
|                          | Romagosa 2', 16' · Comerma 46' · Contardi 53' | Reporte | Falgowski 9' · Grant 48' · Crandall 55', 67' | Árbitra: Julie Ashton-Lucy Carol Metchette | Árbitra: Julie Ashton-Lucy Carol Metchette |

| 21 de septiembre de 2005 | Inglaterra | 1:4     | Australia                                      |                                             |                                             |
|                          | Danson 69' | Reporte | Liddelow 27' · Korner 36', 66' · Hollywood 69' | Árbitra: Soledad Iparraguirre Renate Peters | Árbitra: Soledad Iparraguirre Renate Peters |

| 21 de septiembre de 2005 | Chile | 0:2     | Países Bajos     |                                  |                                  |
|                          |       | Reporte | Plijter 55', 65' | Árbitra: Alison Hill Lee Keum Ju | Árbitra: Alison Hill Lee Keum Ju |

### Grupo F
| Equipo        | J | G | E | P | GF | GC | Pts |
| ------------- | - | - | - | - | -- | -- | --- |
| Alemania      | 5 | 4 | 0 | 1 | 14 | 6  | 12  |
| Corea del Sur | 5 | 3 | 1 | 1 | 12 | 5  | 10  |
| Argentina     | 5 | 3 | 1 | 1 | 5  | 2  | 10  |
| Sudáfrica     | 5 | 1 | 1 | 3 | 9  | 11 | 4   |
| India         | 5 | 0 | 4 | 1 | 5  | 8  | 4   |
| Escocia       | 5 | 0 | 1 | 4 | 3  | 16 | 1   |

| 18 de septiembre de 2005 | Corea del Sur          | 2:1     | Alemania    |                                              |                                              |
|                          | Eum 61' · Park M-H 64' | Reporte | Hoffmann 4' | Árbitra: Julie Ashton-Lucy Corinne Cornelius | Árbitra: Julie Ashton-Lucy Corinne Cornelius |

| 18 de septiembre de 2005 | India | 0:0     | Argentina |                                      |                                      |
|                          |       | Reporte |           | Árbitra: Carol Metchette Lee Keum Ju | Árbitra: Carol Metchette Lee Keum Ju |

| 18 de septiembre de 2005 | Sudáfrica                                     | 4:1     | Escocia        |                                   |                                   |
|                          | Dorothy 13', 67' · George 31' · Robertson 61' | Reporte | Christison 70' | Árbitra: Keely Dunn Tracy Wrigley | Árbitra: Keely Dunn Tracy Wrigley |

| 20 de septiembre de 2005 | Escocia       | 1:1     | India     |                                       |                                       |
|                          | MacGregor 67' | Reporte | Handa 58' | Árbitra: Stella Bartlema Jun Kentwell | Árbitra: Stella Bartlema Jun Kentwell |

| 20 de septiembre de 2005 | Corea del Sur              | 2:0     | Sudáfrica |                                               |                                               |
|                          | Kim J-E 55' · Park M-H 67' | Reporte |           | Árbitra: Carol Metchette Soledad Iparraguirre | Árbitra: Carol Metchette Soledad Iparraguirre |

| 20 de septiembre de 2005 | Argentina | 0:1     | Alemania   |                                  |                                  |
|                          |           | Reporte | Stöckel 9' | Árbitra: Jean Duncan Alison Hill | Árbitra: Jean Duncan Alison Hill |

| 21 de septiembre de 2005 | India                   | 2:2     | Corea del Sur     |                                        |                                        |
|                          | S. Lakra 9' · Handa 44' | Reporte | Park Y-S 29', 70' | Árbitra: Lisa Roach Cecilia Valenzuela | Árbitra: Lisa Roach Cecilia Valenzuela |

| 21 de septiembre de 2005 | Sudáfrica  | 1:2     | Argentina                  |                                         |                                         |
|                          | Forword 5' | Reporte | Mejico 42' · Garmendia 45' | Árbitra: Chieko Akiyama Stella Bartlema | Árbitra: Chieko Akiyama Stella Bartlema |

| 21 de septiembre de 2005 | Alemania                       | 3:0     | Escocia |                                              |                                              |
|                          | Hoffmann 16', 62' · Müller 59' | Reporte |         | Árbitra: Alicia Takeda Carolina de la Fuente | Árbitra: Alicia Takeda Carolina de la Fuente |

### Grupo G
| Equipo      | J | G | E | P | GF | GC | Pts |
| ----------- | - | - | - | - | -- | -- | --- |
| China       | 3 | 2 | 1 | 0 | 8  | 2  | 7   |
| Bielorrusia | 3 | 2 | 0 | 1 | 7  | 8  | 6   |
| Canadá      | 3 | 1 | 1 | 1 | 10 | 4  | 4   |
| Zimbabue    | 3 | 0 | 0 | 3 | 0  | 11 | 0   |

| 18 de septiembre de 2005 | Canadá                                                                     | 7:0     | Zimbabue |                                   |                                   |
|                          | Carbery 11' · Culley 17', 54', 57' · O'Hara 25' · Baker 36' · Anderson 60' | Reporte |          | Árbitra: Hongjun Yao Jun Kentwell | Árbitra: Hongjun Yao Jun Kentwell |

| 18 de septiembre de 2005 | Bielorrusia  | 1:6     | China                                            |                                           |                                           |
|                          | Piatrova 38' | Reporte | Li B. 4', 67' · Zhao 24', 27', 63' · Wang Y. 60' | Árbitra: Anupama Puchimanda Renate Peters | Árbitra: Anupama Puchimanda Renate Peters |

| 20 de septiembre de 2005 | Bielorrusia                     | 3:2     | Canadá             |                                      |                                      |
|                          | Varabyova 30', 34' · Lupach 48' | Reporte | Pendleton 25', 62' | Árbitra: Alicia Takeda Tracy Wrigley | Árbitra: Alicia Takeda Tracy Wrigley |

| 20 de septiembre de 2005 | Zimbabue | 0:1     | China    |                                        |                                        |
|                          |          | Reporte | Zhao 54' | Árbitra: Cecilia Valenzuela Keely Dunn | Árbitra: Cecilia Valenzuela Keely Dunn |

| 21 de septiembre de 2005 | Bielorrusia                           | 3:0     | Zimbabue |                                        |                                        |
|                          | Bahushevich 4', 45' · Alshevskaya 57' | Reporte |          | Árbitra: Hongjun Yao Corinne Cornelius | Árbitra: Hongjun Yao Corinne Cornelius |

| 21 de septiembre de 2005 | China    | 1:1     | Canadá   |                                         |                                         |
|                          | Luan 49' | Reporte | Mann 56' | Árbitra: Anupama Puchimanda Jean Duncan | Árbitra: Anupama Puchimanda Jean Duncan |

## Fase final

### Decimoquinto puesto
| 24 de septiembre de 2005 | Canadá                                          | 4:0     | Zimbabue |                                        |                                        |
|                          | Pendleton 23' · Michaluk 25', 63' · Rushton 42' | Reporte |          | Árbitra: Stella Bartlema Tracy Wrigley | Árbitra: Stella Bartlema Tracy Wrigley |

### Decimotercer puesto
| 24 de septiembre de 2005 | China             | 2:0     | Bielorrusia |                                    |                                    |
|                          | Fu 32' · Zhao 39' | Reporte |             | Árbitra: Keely Dunn Chieko Akiyama | Árbitra: Keely Dunn Chieko Akiyama |

### 9 al 12
| 23 de septiembre de 2005 | India     | 1:3     | Chile                        |                                          |                                          |
|                          | Anjum 52' | Reporte | Caram 26' · Albertz 44', 61' | Árbitra: Renate Peters Corinne Cornelius | Árbitra: Renate Peters Corinne Cornelius |

| 23 de septiembre de 2005 | Inglaterra                             | 3:2     | Escocia             |                                         |                                         |
|                          | Brennan 15' · Cullen 35' · Macleod 41' | Reporte | Cram 29' · Kidd 66' | Árbitra: Chieko Akiyama Stella Bartlema | Árbitra: Chieko Akiyama Stella Bartlema |

### Decimoprimer puesto
| 24 de septiembre de 2005 | India                        | 3:1     | Escocia       |                                             |                                             |
|                          | S. Lakra 4', 43' · Anjum 61' | Reporte | Wrightson 30' | Árbitro(s): Corinne Cornelius Renate Peters | Árbitro(s): Corinne Cornelius Renate Peters |

### Noveno puesto
| 24 de septiembre de 2005 | Chile     | 1:4     | Inglaterra                                 |                                                 |                                                 |
|                          | Caram 13' | Reporte | Danson 21', 42' · Hartley 32' · Cullen 52' | Árbitra: Julie Ashton-Lucy Soledad Iparraguirre | Árbitra: Julie Ashton-Lucy Soledad Iparraguirre |

### 5 al 8
| 23 de septiembre de 2005 | Argentina                  | 2:0     | Estados Unidos |                                      |                                      |
|                          | Pallitto 67' · Aguirre 69' | Reporte |                | Árbitra: Jean Duncan Carol Metchette | Árbitra: Jean Duncan Carol Metchette |

| 23 de septiembre de 2005 | España                  | 2:0     | Sudáfrica |                                 |                                 |
|                          | Romagosa 9' · Gómez 12' | Reporte |           | Árbitra: Alison Hill Lisa Roach | Árbitra: Alison Hill Lisa Roach |

### Séptimo puesto
| 25 de septiembre de 2005 | Estados Unidos                                        | 4:2     | Sudáfrica               |                                      |                                      |
|                          | Link 3' · Crandall 15' · Beans 18' · K. O'Donnell 46' | Reporte | Forword 4' · Davids 69' | Árbitra: Carol Metchette Lee Keum Ju | Árbitra: Carol Metchette Lee Keum Ju |

### Quinto puesto
| 25 de septiembre de 2005 | Argentina                   | 2:1     | España      |                                 |                                 |
|                          | Pallitto 23' · Rebecchi 70' | Reporte | Térmens 16' | Árbitra: Lisa Roach Jean Duncan | Árbitra: Lisa Roach Jean Duncan |

### Semifinales
| 23 de septiembre de 2005 | Alemania | 0:0 (4:3 p.) | Australia |                                           |                                           |
|                          |          | Reporte      |           | Árbitra: Soledad Iparraguirre Lee Keum Ju | Árbitra: Soledad Iparraguirre Lee Keum Ju |

| 23 de septiembre de 2005 | Países Bajos | 1:2 (t.s) | Corea del Sur             |                                                  |                                                  |
|                          | Paumen 33'   | Reporte   | Han T-J 35' · Kim J-J 82' | Árbitra: Julie Ashton-Lucy Carolina de la Fuente | Árbitra: Julie Ashton-Lucy Carolina de la Fuente |

### Tercer puesto
| 25 de septiembre de 2005 | Australia     | 1:2     | Países Bajos              |                                            |                                            |
|                          | Hollywood 25' | Reporte | Padalino 10' · Paumen 52' | Árbitra: Alison Hill Carolina de la Fuente | Árbitra: Alison Hill Carolina de la Fuente |

### Final
| 25 de septiembre de 2005 | Alemania | 0:1     | Corea del Sur |                                                 |                                                 |
|                          |          | Reporte | Jeong 51'     | Árbitra: Soledad Iparraguirre Julie Ashton-Lucy | Árbitra: Soledad Iparraguirre Julie Ashton-Lucy |

|                                  |
| Bandera de Corea del Sur         |
| Campeón Corea del Sur 2.º título |

## Posiciones
| Posición | Equipo         |
| -------- | -------------- |
| 1        | Corea del Sur  |
| 2        | Alemania       |
| 3        | Países Bajos   |
| 4        | Australia      |
| 5        | Argentina      |
| 6        | España         |
| 7        | Estados Unidos |
| 8        | Sudáfrica      |
| 9        | Inglaterra     |
| 10       | Chile          |
| 11       | India          |
| 12       | Escocia        |
| 13       | China          |
| 14       | Bielorrusia    |
| 15       | Canadá         |
| 16       | Zimbabue       |